# Идеальный день
«Идеальный день» (англ. A Perfect Day) — фильм Фернандо Леон Де Араноа, основанный на романе Паулы Фариас «Dejarse Llover», с Бенисио Дель Торо, Тимом Роббинсом и Ольгой Куриленко в главных ролях. Фильм был показан на Каннском кинофестивале в 2015 году.

## Синопсис
Группа сотрудников гуманитарной службы пытается достать труп из колодца в зоне конфликта. Кто-то бросил туда тело, чтобы отравить воду, и местные люди мучаются от жажды. Работники пересекают местность, охваченную войной, пытаясь решить эту проблему.

## В ролях
| Актёр             | Роль                             |
| ----------------- | -------------------------------- |
| Бенисио Дель Торо | Mambrú                           |
| Тим Роббинс       | Б                                |
| Ольга Куриленко   | Катя                             |
| Мелани Тьерри     | Софи                             |
| Федя Стукан       | Дамир                            |
| Эльдар Резидович  | Никола                           |
| Серхи Лопес       | Гойо                             |
| Ненад Вукелич     | дед Николы                       |
| Франк Фейс        | официальный представитель ООН    |
| Мортен Суурбалле  | Должностное лицо ООН на брифинге |

## Награды и номинации
| Награда           | Дата | Номинация                      | Номинант                                             | Результат | Примечания |
| ----------------- | ---- | ------------------------------ | ---------------------------------------------------- | --------- | ---------- |
| III Premios Feroz | 2015 | Лучшая комедия                 | Идеальный день                                       | Номинация | [ 5 ]      |
| III Premios Feroz | 2015 | Лучший режиссёр                | Фернандо Леон де Араноа                              | Номинация | [ 5 ]      |
| III Premios Feroz | 2015 | Лучший сценарий                | Фернандо Леон де Араноа (совместно с Диего Фариасом) | Номинация | [ 5 ]      |
| III Premios Feroz | 2015 | Лучшие постер фильма           | Идеальный день                                       | Номинация | [ 5 ]      |
| 30-я Премия Гойя  | 2016 | Лучший фильм                   | Идеальный день                                       | Номинация | [ 6 ]      |
| 30-я Премия Гойя  | 2016 | Лучший режиссёр                | Фернандо Леон де Араноа                              | Номинация | [ 6 ]      |
| 30-я Премия Гойя  | 2016 | Лучший адаптированный сценарий | Фернандо Леон де Араноа                              | Победа    | [ 6 ]      |
| 30-я Премия Гойя  | 2016 | Лучший актер второго плана     | Тим Роббинс                                          | Номинация | [ 6 ]      |
| 30-я Премия Гойя  | 2016 | Лучшая операторская работа     | Алекс Каталан                                        | Номинация | [ 6 ]      |
| 30-я Премия Гойя  | 2016 | Лучший монтаж                  | Начо Руис Капиллас                                   | Номинация | [ 6 ]      |
| 30-я Премия Гойя  | 2016 | Лучший продюсер                | Луис Фернандес Лаго                                  | Номинация | [ 6 ]      |
| 30-я Премия Гойя  | 2016 | Лучшие костюмы                 | Фернандо Гарсиа                                      | Номинация | [ 6 ]      |

Бенисио Дель Торо был удостоен почетной награды «Сердце Сараево» на Сараевском кинофестивале.

## Критика
Фильм получил смешанные отзывы кинокритиков. На сайте Rotten Tomatoes фильм имеет рейтинг 73 % на основе 51 рецензии со средним баллом 6,7 из 10. На сайте Metacritic фильм имеет оценку 60 из 100 на основе 19 рецензий критиков, что соответствует статусу «смешанные или средние отзывы».